# Långtjärnen (Degerfors socken, Västerbotten, 713278-169756)
Långtjärnen är en sjö i Vindelns kommun i Västerbotten och ingår i Umeälvens huvudavrinningsområde.